# Dictenidia luteicostalis
Dictenidia luteicostalis är en tvåvingeart. Dictenidia luteicostalis ingår i släktet Dictenidia och familjen storharkrankar.

## Underarter
Arten delas in i följande underarter:
- D. l. longisector
- D. l. luteicostalis